# Arnold Vosloo
Arnold Vosloo, južnoafriški gledališki in filmski igralec, * 16. junij 1962, Pretoria, Republika Južna Afrika.
Vosloo je najbolj znan po vlogi Imhotepa v filmih Mumija in Mumija se vrača.